# Sillages critiques
Sillages critiques est une revue scientifique universitaire française publiant des travaux scientifiques consacrés aux littératures de langue anglaise.
C'est la revue du Centre de recherches « Texte et critique du texte » qui fait partie de l’École doctorale IV (Voix anglophones : littérature et esthétique (VALE) - EA 4085) de l'Université Paris IV-Sorbonne.
La revue a été fondée en 1996 et est publiée par les Presses de l'Université Paris IV-Sorbonne. Elle est disponible en accès libre sur le portail OpenEdition Journals. 

## Contenu
La revue publie des travaux scientifiques consacrés aux littératures de langue anglaise et associe une réflexion théorique à un thème généraliste ou à un thème directement relié aux recherches conduites dans le cadre du Groupe Comus (Texte et musique, Pierre Iselin), du Groupe Théâtre (Alexandra Poulain et Elisabeth Angel-Perez) et du Groupe ARP, Atelier de recherche en poésie (Geneviève Cohen-Cheminet et Juliette Utard, avec la collaboration de Pascal Aquien).